# Stary Młyn (Końskie)
Stary Młyn – dzielnica we wschodniej części miasta Końskie w woj. świętokrzyskim, w powiecie koneckim. Rozpościera się w rejonie ulicy Granicznej. Do 1924 roku samodzielna miejscowość.
Stary Młyn to dawna osada. W latach 1867–1924 należał do o gminy Duraczów w powiecie koneckim, początkowo w guberni kieleckiej, a od 1919 w woj. kieleckim.
1 stycznia 1925 wieś Stary Młyn (17,92 ha) i osadę  Stary Młyn (36,96 ha) wyłączono z gminy Duraczów, włączając je do Końskich.